# بوب هيندرين
بوب هيندرين (بالإنجليزية: Bob Hendren)‏ هو لاعب كرة قدم أمريكية أمريكي، ولد في 10 أغسطس 1923 في بورلينغتون جنكشن في الولايات المتحدة، وتوفي في 5 مارس 1999.

## وصلات خارجية
- بوب هيندرين على موقع مرجع كرة القدم المحترفة.كوم (الإنجليزية)